# Малая война
Ма́лая война́ — боевые действия отдельными подразделениями и частями в целях измотать противника и обеспечить своим главным войскам благоприятные условия для решающих сражений. Впервые термин появился в XVIII веке и изначально обозначал охрану войск аванпостами и разъездами, разведывательные действия, конные рейды и прочие боевые действия отдельных частей вне кампаний и генеральных сражений. В XIX веке термин «малая война» расширился на партизанскую войну и небольшие по масштабу действия флота. В XXI веке термин стал использоваться как синоним колониальных, ограниченных, локальных войн и военных конфликтов малой интенсивности.
Малая война как действия небольших отрядов войск и сил, направленные к причинению вреда противнику (неприятелю), но не могущие решить судьбу кампании. Малой войной противник (неприятель) держится в постоянной тревоге, нарушаются его сообщения, перехватываются неприятельские транспорты, и в случае борьбы против более сильного неприятеля из побочного военного средства малая война становится самостоятельным и превращается в партизанскую войну. В начале XX столетия понятие «малая война» всегда вызывало спор при определении объёма его содержания. Среди современных военных экспертов термин «малая война» применяется очень редко.

## Малая война на суше
Малая война — разведывательные, диверсионные, партизанские и террористические действия малых подразделений. Малые (в определении ВЭС небольшие) определяет не численность подразделений, а их тактику боевых действий. Малая война состоит из небольших действий. Малую войну может вести подразделения специального назначения и ополчение. А. Черепанов разделяет малую войну и партизанскую войну по следующим признакам: если малая война ведется подразделениями регулярной армии небольшой численности, а ее цели совпадают с целями всей военной кампании, то партизанская война ведется нерегулярными вооруженными формированиями и преследует самостоятельные цели.
И. В. Вуич определял малую войну как «вообще действия войск небольшими частями, в разных местах и большой частью одна от другой отдельно». В. Балк давал другое определение «Под малой войной мы понимаем всю совокупность самостоятельных операций малыми отрядами, которые ведутся или наряду с большими операциями и независимо от них, или же заменяют их при недостатке регулярных войск; при этом только в редких случаях преследуется уничтожение неприятельских сил; большею частью задача заключается в том, чтобы тревожить и теснить врага, принуждать его к выделению части своих главных сил и этим косвенно содействовать успеху». К. фон Клаузевиц определял малую войну как боевые действия небольших подразделений, где принимает участие «20, 50, 100, 300 или 400 солдат». Полковник британской армии Ч. Каллуэлл в книге «Малые войны: руководство и практика» при анализе европейских войн XIX века дает другое, не связанное с численностью определение «Выражение „малая война“ не имеет определённой связи с масштабом проводимой кампании; оно просто используется для того, чтобы обозначить, за неимением лучшего [определения], действия регулярных армий против иррегулярных или относительно иррегулярных сил».
Первоначально малая война, также маленькая война (нем. Kleinkrieg или kleiner Krieg) — термин, принятый в Новое время в немецкоязычных странах и оттуда заимствованный в отечественной литературе XVIII — XIX веков: для обозначения особой формы ведения боевых действий, при которой малые, но подвижные летучие отряды нападают на коммуникации, магазины, небольшие укреплённые пункты, транспортные колонны противника и т. п., избегая столкновения с крупными воинскими частями.

«…оставшиеся лёгкие войска, из гусар, донских и чугуевских казаков состоящие, хотя не имели всего познания о маленькой войне, свойственное роду их службы, но с лучшим против прежнего и успехом к деланию разъездов и содержанию отсудственных постов употреблялись…»
— из «Воспоминаний генерал-фельдмаршала князя А. А. Прозоровского»
Совпадая буквально с более поздним по происхождению испанским термином «герилья», в переводе также означающем «малую войну», понятие малой войны значительно отличается от него по содержанию: в случае «малой войны» речь идёт исключительно об операциях регулярных и нерегулярных армейских подразделений, а не гражданского населения. Последнее не признавалось в XVIII веке в качестве субъекта военных действий: когда в 1757 году русские войска столкнулись в Восточной Пруссии с незначительными отрядами ополчения (нем. Landmiliz), Россия выступила с протестом, обвиняя Пруссию в нарушении норм международного права. Показательно, что, когда во время наполеоновских войн участие гражданских лиц в движении сопротивления получило широкое распространение, термин «малая (маленькая) война» был потеснён в Германии понятием «народная война» (нем. Volkskrieg), в России — «народная война» и «партизанская война».
В XIX веке понятие «малая война» применяется и в своём традиционном значении для обозначения операций регулярной армии, и иногда — как синоним «партизанской войны» (но никогда как синоним «народной войны»), и как обозначение партизанской тактики — сравним: 

«Партизаны действием малой войны воспламенят мужеством коренных жителей, сих изнурённых невольников военным деспотизмом Оттоманским…» «Если сие справедливо, то причиною сему может служить недостаточное внимание к природным жителям, Христианам, коих защищая, надлежит их самих вооружить и подвинуть к народной войне» — из журнала «Сын отечества» за 1826 год
Типично для авторов начала XIX века также писать о «народной войне» против Наполеона, когда речь идёт о событиях на территории России и о «малой войне» русской армии за границей. В начале XIX столетия в России публикуется ряд книг отечественных авторов по теории «малой войны» (например: И. Г. Гогель. Правила малой войны. Санкт-Петербург, 1818), теория малой войны являлась одним из разделов офицерского экзамена.
Своим значением «малая война» была обязана громоздкой системе снабжения войск через магазины и арсеналы в Новое время, часто ставившей командующих армиями перед, пользуясь выражением русского фельдмаршала Степана Фёдоровича Апраксина, «многими главнейшими и человеческим разумом непреодолимыми препятствиями», проблемам логистики во времена, когда основными транспортными средствами являлись лошадь и телега. История Семилетней войны полна примерами того, как неурядицы со снабжением, часто возникавшие вследствие захвата обозов, уничтожения магазинов, приводили к срыву запланированных широкомасштабных военных операций, к примеру, по этой причине не состоялась новая экспедиция русских войск на Берлин в конце 1761 года после того, как корпусу прусского генерал-лейтенанта фон Платена удалось 15 сентября 1761 года захватить русский обоз из 5000 повозок и сжечь ряд приготовленных для экспедиции магазинов. В свою очередь русские лёгкие войска неоднократно наносили противнику такие же чувствительные удары. Так, почти в одно время с Платеном, 2 (13) октября 1761 года, сербские гусары Петра Текели перехватили прусский обоз, шедший из Штетина к Кольбергу (ныне Колобжег, Польша) с запасами пороха и бомб и овладели им, ускорив, тем самым, капитуляцию гарнизона крепости.
Основными субъектами малой войны являлись регулярные и нерегулярные части лёгкой кавалерии: гусары, в Австрии — хорваты и пандуры, в России — казаки, калмыки, башкиры. Известно, что Фридрих II считал преимуществом русской армии в Семилетнюю войну наличие у неё значительной нерегулярной лёгкой кавалерии.
В 1920—1930-е годы в СССР продолжилась разработка теории диверсионно-партизанской войны. М. В. Фрунзе применял термин малая война в качестве синонима партизанской войны. В 1931 г. М. А. Дробов написал книгу «Малая война: партизанство и диверсии», обобщившую мнение военно-политического руководства страны о методах ведения малой войны. С другой стороны при создании своей книги М. Дробов использовал работы своих предшественников в данной области И. В. Вуича «Малая война», В. Балка «Тактика», Ф. К. Гершельмана «Партизанская война», В. Н. Клембовского «Партизанские действия», работы Дениса Давыдова. Под малой войной М. Дробов понимал боевые действия на территории, контролируемой противником. М. Дробов выделял две формы малой войны: партизанство и диверсии. Партизанство Дробов делил на партизанство-повстанчество и партизанство войскового типа. Диверсии в свою очередь классифицировались на экономические, политические, военные и террористические. По мнению Дробова, малая война является переходным этапом (подготовкой) к широкомасштабной войне.
Термин «малая война» применяется и в наше время, например в 1998 году вышла книга «Малая война. Организация и тактика боевых действий малых подразделений».

## Малая война на море
С XIX века малая война — небольшие по масштабу действия ВМС. В 1920-х годах теория Малой войны была официальной концепцией советского ВМФ. Основой этой теории были короткие внезапные удары по противнику у своих берегов при поддержке авиации и береговой артиллерии. Средством защиты служили минно-артиллерийские позиции. Это была оборонительная концепция слабого советского ВМФ против сильных флотов западных держав.
В связи с возрождением флота в 1925—1927 годах среди флотских специалистов выделилось два противоположных взгляда на развитие ВМФ. «Старая школа» из бывших офицеров императорской России (В. А. Белли (1887—1981), А. К. Векман (1884—1955), Л. М. Галлер (1883—1950), Л. Г. Гончаров (1885—1948), Б. Б. Жерве (1878—1934), Э. С. Панцержанский (1887—1937), Ю. Ф. Ралль (1890—1948), А. В. Шталь (1865—1950)) выступала за создание мощного флота с основой из крупных надводных кораблей, которые должны были противостоять в открытом море ведущим морским державам. «Молодая школа» из морских деятелей «революционной закалки» (М. В. Викторов (1894—1938), К. И. Душенов (1895—1940), В. И. Зоф (1889—1937), И. К. Кожанов (1897—1938), С. В. Курков, И. М. Лудри (1895—1937), Р. А. Муклевич (1890—1938), В. М. Орлов (1895—1938), Ф. Е. Родин) отстаивала теорию «малой морской войны» — действующего у своих берегов вблизи баз немногочисленного «малого флота», который должен был наносить внезапные удары по главным силам врага, не допускать действия вражеских легких кораблей у родных берегов и поддерживать операции сухопутных войск. С 1927 по 1936 годы теория «малой морской войны» была официальной доктриной советского ВМФ. По концепции «малого флота» была разработана и программа военного кораблестроения — в принятой в ноябре 1926 года шестилетней программе была запланирована постройка 12 подводных лодок, 18 сторожевых кораблей и 36 торпедных катеров для Балтики и Черного моря (из них в 1927—1928 годах 6 больших подводных лодок, 8 сторожевых кораблей и 6 торпедных катеров, а в 1929—1932 годах 6 подводных лодок, 10 сторожевых кораблей и 30 торпедных катеров с восстановлением одной подводной лодки типа «АГ-21»). Также было спущено на воду 6 подлодок типа «Д» и 6 подводных заградителей типа «Л». В 1929 году количество строившийся подлодок было увеличено, поэтому в 1930 году было дополнительно заложено 4 подлодки типа «Щ», для чего из-за финансовых ограничений число сторожевых кораблей сократили с 18 до 10, а восстановление линкора «Фрунзе» отменили. На 1929—1933 год по новой пересмотренной программе планировалось увеличить количество вводимых кораблей, но при этом приоритет оставался на стороне подводных лодок и малых надводных кораблей: планировалось построить 18 больших и 4 малых подлодки, 3 больших эсминца, 18 сторожевых кораблей, 5 охотников за подлодками и 37 вспомогательных кораблей.

«При учёте удельного веса трёх основных элементов ВМС — флот, авиация и береговая оборона — необходимо в целях реального осуществления… задач исходить из следующего:
Основа программы строительства ВМС — развитие флота (в первую очередь и главным образом — подводного) и тяжёлой авиации, обладающих мощными маневренными свойствами. Основой программы строительства подводного флота должны остаться подводные лодки среднего тоннажа…
Для обеспечения и поддержки операций подводных лодок и для придания устойчивости всей системе морской обороны СССР, а также для успешной борьбы с противолодочными средствами противника необходимо определенное сочетание подводного флота с надводными кораблями — эсминцами, эсминцами-лидерами и крейсерами…
Реализация предлагаемых на утверждение Правительства основных мер по развитию ВМС РККА… обеспечит выполнение поставленных задач обороны морских границ СССР на базе тесного взаимодействия флота, авиации и береговой обороны, причем главная и решающая роль будет возложена в боевых операциях на подводные лодки и тяжёлую авиацию»
— Основные соображения по развитию Военно-Морских Сил РККА на вторую пятилетку (1933—1937 гг.)
В новой программе на 1933—1937 годы планировалось построить 369 подлодок (69 больших, 200 средних и 100 малых), количество торпедных катеров должно было составить 330 штук, а боевых самолетов (бомбардировщиков, торпедоносцев, штурмовиков) больше тысячи штук без учета разведывательных и транспортных самолетов. Однако из 369 подлодок было построено только 137, из которых 52 были малыми подлодками серии VI и VI-бис, 230 торпедных катеров (около 170 катеров серии «Г-5», 59 катеров серии «Ш-4» постройки 1927—1932 годов, несколько экспериментальных катеров). После 1936 года в связи с приближением Второй мировой войны и поражением коммунистов в Испании концепцию «малой морской войны» сменила концепция строительства «большого флота».
Идея малой войны на море заключалась в использовании «москитного флота» (малых подводных лодок, кораблей с преимущественно торпедным вооружением — миноносцев и торпедных катеров), бомбардировочной авиации и минно-артиллерийских позиций для отражения морских десантов и защиты с моря важнейших политических и экономических центров. При этом «малый флот» не должен был вести бои в открытом море для достижения классической задачи господства на море для нарушения морских коммуникаций, а бороться исключительно у своих берегов в связке с береговыми артиллерийскими батареями и минными постановками. Сторонники малой войны на море предлагали следующую тактику: при начале войны дождаться подхода вражеского флота к главным военно-морским базам (Англии и Франции к Кронштадту и Севастополю, а Японии к Владивостоку), атаковать его сотнями торпедных катеров (большая часть из которых радиоуправляемые с самолетов), сотнями самолетов и десятками малых подводных лодок, после чего вражеский флот понесет потери от береговой артиллерии и заранее выставленных минных полей, а его разгром будет завершен крупными надводными кораблями. Сторонники малой войны на море выдвигали такие аргументы, как подрыв в Первую мировую войну подводными лодками и авиацией классической концепции владения морем, а также дешевизной средств «малого флота» по сравнению с классическими флотом (что было важно для тяжелого состояния советской экономики в 1920-е годы). Помимо финансовых проблем, на принятие концепции «малой морской войны» повлияла и превалирующая роль сухопутных войск в военной доктрине Советского союза, согласно которой в будущих войнах с «импералистическими» странами флоту отводилась вспомогательная, подчиненная роль.
Дискуссия о концепции малой войны на море активно шла в СССР после Первой мировой войны в 1920-х годах и стала особенно популярна в 1928—1929 годах.
Капитан 1 ранга И. М. Лудри дает такое определение малого флота как флота «который является более слабым по отношению к своему вероятному противнику на данном морском театре… и будет решать поставленные на него задачи не методами владения морем, а использованием всех средств морских сил для непосредственно оборонительных задач». По его мнению, главной задачей малой войны на море является уравнивание шансов на победу для более слабого флота, который не отдаляется от своих баз и родных берегов, но при этом обязан не прятаться за минными и артиллерийскими заграждениями, а вести активные боевые действия не по стандартными шаблонам, а с учетом адаптации к конкретному театру боевых действий.
Подробнее всего концепцию разработал капитан 2 ранга А. М. Якимычев. По его мнению, в связи с ограниченностью ресурсов молодого советского государства затруднительно строить классический флот с опорой на артиллерийскую мощь линкоров для прерывания морских сообщений и десантов на вражеский берег, поэтому надо делать упор на береговую оборону и такие средства малой войны, как авиацию, подводные лодки и торпедные катера, которые в связи со своей мобильностью трудно обнаружить и отследить. Он выделяет следующие признаки малой войны:
- 1) «силы „малого флота“, явно слабее таковых у противника, но состав и организация их подобна „большому флоту“»
- 2) деятельность малого флота «бедна и носит эпизодический характер».

Для победы слабого флота в малой войне по его мнению необходимо соблюдение следующих условий:
- 1) «надлежаще поставленной учебно-боевой подготовки флота».
- 2) «отлично налаженной разведки».
- 3) более скоростные и мобильные корабли по сравнению с вражеским флотом.
- 4) наличие большого количества «хорошо оборудованных и защищенных баз»[16].

По его мнению, главной причиной ведения малой войны на море является «резкое неравенство сил сторон на море», тактика малой войны состоит в «непрерывных ударах по наиболее слабым звеньям вооруженной мощи противника» посредством вспомогательных, но при этом многочисленных флотских средств для поражения «наиболее уязвимых звеньев вооруженной мощи противника», при этом базы дислокации малого флота должны быть «рассредоточены и защищены как с моря, так и с воздуха».
Скептики А. Евсеев и С. Рекун в 1929 году выдвинули следующие аргументы против эффективности малой войны: средства малой войны хотя и труднее обнаружить, окружить и уничтожить по сравнению с крупными кораблями, однако они не являются полностью неуязвимыми; вспомогательные средства малой войны в большей степени подвержены влиянию плохой погоды по сравнению с классическим флотом; и самое главное тактика обороны свое побережья вместо активных действий в открытом море отдает инициативу в руки противника. Впрочем. по их мнению, при хорошем уровне подготовки личного состава, инициативности командования и умелом использовании театра военных действий малая война на море может оказать заметную помощь вооруженным силам.
Профессор, капитан 1-го ранга Андрей Васильевич Платонов так оценивал концепцию малой войны:

«По поводу отсутствия в отечественной теории военно-морского искусства такой категории как „господство на море“ никто особого дискомфорта не ощущал, так как все флоты отрабатывали маневры типа „Оборона восточной части Финского залива“ или „Отражение десанта одновременно в двух УРах“, то есть исключительно оборонительной тематики. При этом как бы в априори считалось, что, во-первых, противник как стадо баранов будет ломиться невзирая ни на какие потери именно через наши минно-артиллерийские позиции и именно на наиболее обороняемые участки побережья. Во-вторых, никто не будет нам мешать сосредотачивать силы флота в нужном месте и совершать маневр сухопутными войсками вдоль побережья, то есть де-факто подразумевалось, что в прибрежных районах, во всяком случае за минно-артиллерийской позицией, господство все же будет за нами»
— Профессор, капитан 1-го ранга Андрей Васильевич Платонов

## Локальные конфликты
С XXI века термин «малая война» иногда некоторыми употребляется применительно к колониальным, ограниченным и локальным войнам, а также военным конфликтам низкой интенсивности.